# Panthoides
Panthoides (altgriechisch Πανθοίδης; * im 4. Jahrhundert v. Chr.; † im 3. Jahrhundert v. Chr.) war ein griechischer Philosoph der Antike. Gelegentlich wird er in philosophiegeschichtlicher Hinsicht den Megarikern zugerechnet. Über Leben und Lehre des Panthoides ist so gut wie nichts bekannt.

## Überlieferung
Panthoides ist lediglich durch vier Erwähnungen in der antiken Literatur bekannt. Zwei finden sich bei Diogenes Laertios, weitere bei Sextus Empiricus und Epiktet.

## Leben
Panthoides’ Lebensdaten sind unbekannt. Was man weiß ist, dass um 280 v. Chr. Lykon aus der Troas bei ihm studiert hat. Diogenes Laertios bezeichnet Panthoides als „Dialektiker“, führt ihn aber nicht unter den Nachfolgern des Euklid von Megara an. Für eine solche Nachfolge spricht eine Stelle bei Sextus Empiricus, der ihn zusammen mit Eubulides von Milet, Alexinos und Bryson von Herakleia (alle Megariker) als jemanden erwähnt, der sich allein mit Logik beschäftigte und andere Bereiche der Philosophie außer Acht gelassen habe.

## Lehre
Diogenes Laertios berichtet, dass Panthoides eine Schrift Über Amphibolien (Perì amphiboliṓn) verfasst hat. Epiktet berichtet von einem nicht weiter erläuterten Einspruch des Panthoides gegen eine von Diodoros Kronos aufgestellte Aussage („Alles Wahre in der Vergangenheit ist notwendig.“).